# Ungarns parlament
Ungarns parlament (ungarsk: Országgyűlés) er den lovgivende magt i Ungarn. Parlamentet består af et kammer med 199 repræsentanter valgt for en fireårig periode. 106 repræsentanter vælges fra valgkredse og 93 fra nationale lister.
Ungarn fik ny valgordning forud for valget i 2014. Efter valget i 2010 havde parlamentet 386 repræsentanter.
Parlamentet vælger både Ungarns præsident og landets premierminister.